# 재닛 몽고메리
재닛 몽고메리(Janet Montgomery, 1985년 10월 29일 ~ )는 잉글랜드의 배우이다.

## 출연 작품

### 영화
- 데드 캠프 3 (2009)
- 블랙 스완 (2010)
- 아워 이디엇 브라더 (2011)
- 스페이스 비트윈 어스 (2017)
- 지니어스 독 (2020)

### 텔레비전
- 휴먼 타겟 (2010-11)
- 메이드 인 저지 (2012)
- 세일럼 (2014-17)
- 뉴 암스테르담 (2018-23)